# Llista d'artistes amb obra al MACBA

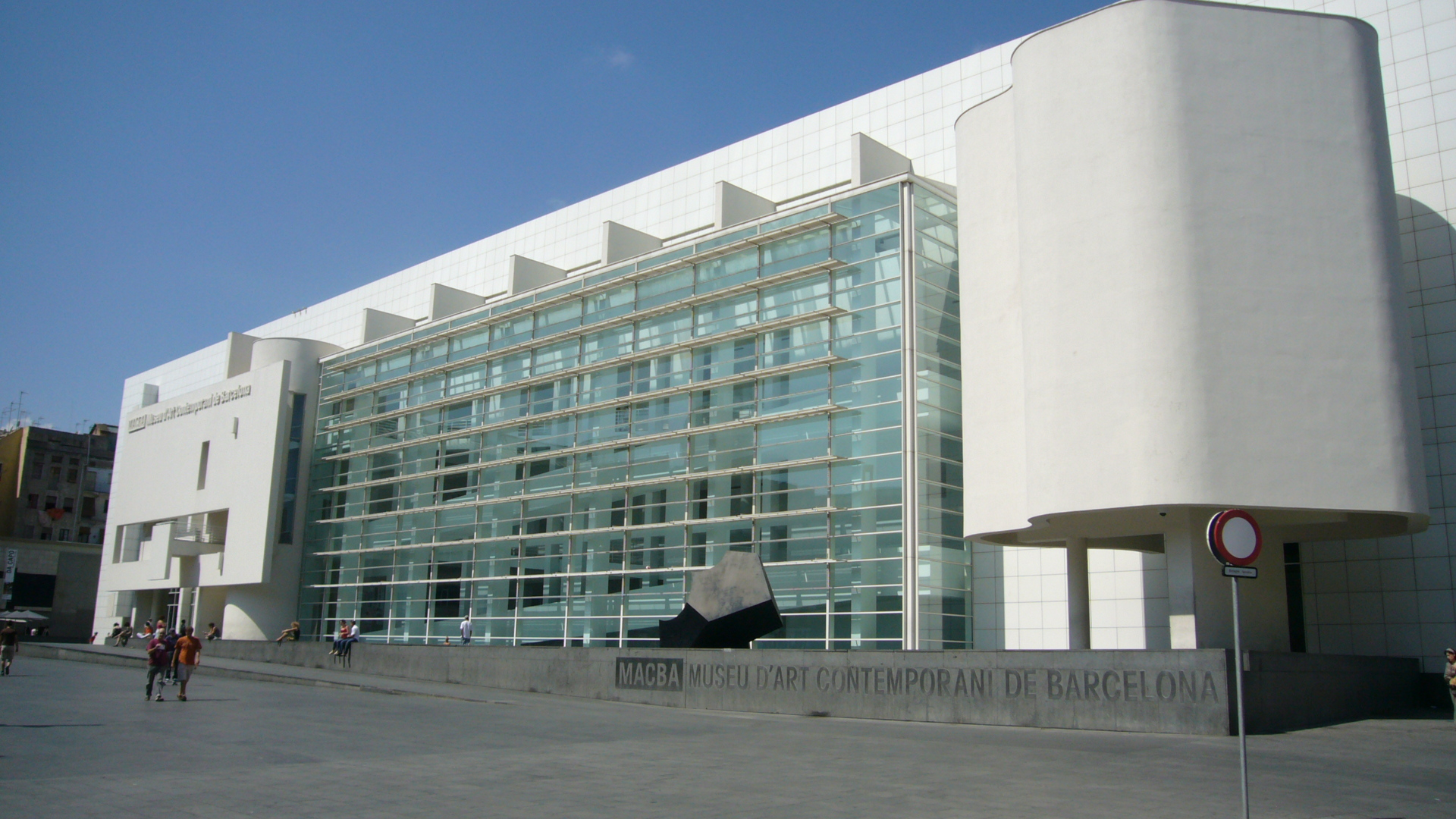
MACBA

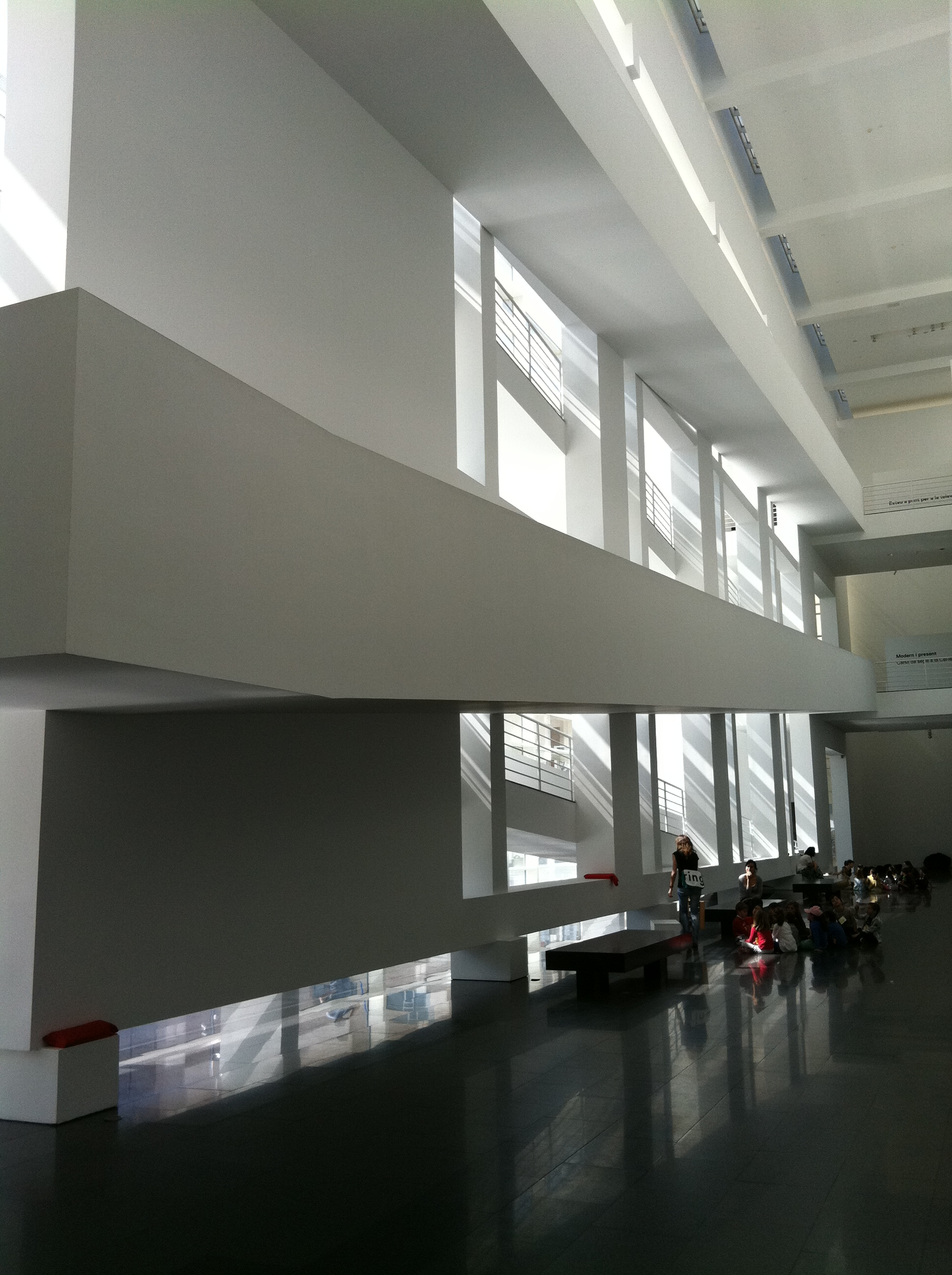
MACBA interiors

Llista amb el nom dels artistes amb una o més obres en la Col·lecció MACBA a data de 10 de maig de 2011.
| Índex A B C D E F G H I J K L M N O P Q R S T U V W X Y Z |

## A
Antoni Abad, Francesc Abad, Ignasi Aballí, Joan Abelló Prat, Acconci Studio, Vito Acconci, Valerio Adami, Félix Adelantado, Pic Adrian, James Agee, Ramon Aguilar, Sergi Aguilar, Agustín Parejo School,
Pep Agut, Chantal Akerman, Rafael Alberti, Alberto, Pierre Alechinsky, Francisco Alemany, Helena Almeida, Neville Almeida, Chema Alvargonzález, Francis Alÿs, Frederic Amat, Rosa Amorós, Tonet Amorós,
Muneaki Ando, Armando Andrade Tudela, Carl Andre, Jordi Andreu Fresquet, J. Andreu, Martí Anson, Ant Farm, Eleanor Antin, Henry d'Anty, Dieter Appelt, Ibon Aranberri, Archivo F.X., Daniel Argimon, Elisa Arimany, Xano Armenter, Jean Arp, Eduard Arranz Bravo, Art & Language, Francesc Artigau, Richard Artschwager, Teodor Asensio, ASPEN, Fikret Atay, Terry Atkinson, Salvador Aulestia.

## B
Txomin Badiola, Ángel Bados, David Bainbrige, Maja Bajevic, Eugènia Balcells, John Baldessari, Craig Baldwin, Michael Baldwin, Sandra Balsells, Bimal Banerjee, Walter Darby Bannard, José Barceló, Miquel Barceló, Leonora de Barros, Judith Barry, Jaime Bartolomé, Rafael Bartolozzi, Xavier Basiana, Jean-Michel Basquiat, Nestor Basterretxea, Rafael Bataller, Lothar Baumgarten, Joan Carles Bayod Serafini, Thomas Bayrle,
Max Becher, Erwin Bechtold, Samuel Beckett, Beleg II Beleg I, Joan Benàssar, Antonio Beneyto, Jordi Benito, Joël Benzakin, Werner Berges, Héctor Bermejo, Toni Bernad, David Bestué, Joseph Beuys, Rafael G. Bianchi, Ursula Biemann, Max Bill, Dara Birnbaum, Pierre Bismuth, Sixte Blasco, Gerardo Blázquez,
Taki Bluesinger, Mel Bochner, Manon de Boer, Antonio Bolleurs, Christian Boltanski, Bordes/Tusquets/Diaz,
Alfons Borrell, Lluís Bosch Cruañas, Fernando Botero, Graham Boyd, Brassaï, George Brecht, George Brecht, K.P. Brehmer, Sergio Brito, Marcel Broodthaers, Joan Brossa, José Manuel Broto, stanley Brouwn,
James Brown, Roser Bru, Lucía Bru, Günter Brus, Ramon Bufí Mas, Carlos Bunga, Chris Burden,
Daniel Buren, Victor Burgin, Ian Burn, Ilsa Burns, Simó Busom Grau, Jean-Marc Bustamante, James Lee Byars.

## C
Antoni Cabot, Patricio Cabrera, John Cage, Tino Calabuig, Santiago Calatrava, Waltercio Caldas, Antonio Calderara, Carmen Calvo, Joaquim Camp, Miguel Ángel Campano, Eugenio Cano, Jordi Cano, Vicenç Caraltó,
Gustau Carbó Bechtold, Eduard Carbonell, Janet & Miller Cardiff, Armand Cardona Torrandell, Manuel Carmona de la Puente, Fulvia Carnevale, Anthony Caro, Tom Carr, Carlos Carretero, Jesús Casaus, Francesc Català-Roca,
Jordi Cerdà, Rosa Cervera, Alfredo Cès Lara, Cèsar, Cesc, Luis Chacón, Joaquim Chancho, Cozette de Charmony, Sandro Chia, Eduardo Chillida, Hsiao Chin, Jan Christi Dibbets, Pavlina Fichta Cierna, Santiago Cirugeda, Victoria Civera, Pere Clapera, Lluís Claramunt, Antoni Clavé, Mikael Clegg, Francesco Clemente, James Coleman, Colita, Charles Collet, Hannah Collins, Joan Colom, Jordi Colomer, Mercedes Colveé, Albert Coma Estadella, Georges Condo, Constant, Alberto Corazón, Xavier Corberó, Enric Cormenzana, Jef Cornelis, Michael Corris, Montserrat Costa, Anne-Lise Coste, Anthony Cragg, Alice Creischer, Nacho Criado, Leandre Cristòfol, Enzo Cucchi, Modest Cuixart, Antoni Cumella, François Curlet, Jordi Curós.

## D
Danica Dakic, Dolors Dalmau, Jose Damasceno, Chen Dao-min, Hanne Darboven, Dau al Set, Pere Daura,
Franco Daverio, Jaime Davidovich, Jaap De Ruig, Isabel De Daganzo, Amanda De León, Richard Deacon,
Tacita Dean, Guy Debord, Chérif Defraoui, Silvie Defraoui, Carles Delclaux, Terry Dennett, Maurício & Riedweg Dias, Rineke Dijkstra, Braco Dimitrijevic, Lluís Doñate, Peter Downsbrough, Jean Dubuffet, Marcel Duchamp, Pep Duran, Giuseppe Durini.

## E
Latifa Echakhch, Begoña Egurbide, Clay Ellis, Equip Crònica, Erró, F. Escalada, Manel Esclusa, Marisa Esmatjes Mompó, Pepe Espaliú, Agustí Español Viñas, Iran do Espirito Santo, Adolfo Estrada, Jon Mikel Euba,
Eulàlia, David Evison, Valie Export, Marcelo Expósito.

## F
Ivano Fabbriano, Will Faber, Öyvind Fahlström, Patrick Faigenbaum, Pere Falcó, Jordi Farjas, Harun Farocki, Hans-Peter Feldmann, María Luisa Fernández, Àngel Ferrant, León Ferrari, Esther Ferrer, Magda Ferrer, Marianne Filliou, Robert Filliou, Fin, Peter & Weiss Fischli, Joel Fisher, Lucio Fontana, Joan Fontcuberta, Gunther Förg, Pere Formiguera, Francesc Fornells, Irene Fortuyn, Andreu Fossas, Ricard Fradera Veiga, Michel François, Robert Frank, Andrea Fraser, Jordi Freixas Cortés, Peter Friedl, John Furnival,
Joan Furriols, Coco Fusco.

## G
Pedro G. Romero, Gabriel, Menchu Gal Orendain, Julio Galan, Jordi Galí, Carlos Garaicoa, Antoni Garau i Vadell, Josep Maria Garcia Llort, A. Garcia Patiño, Ferran Garcia Sevilla, Dora García, Iñaki Garmendia, Gego, General Idea, Adolf Genovart, John Gibbons, Sheila Girling, Narcís Giró Carrer, Maria Girona, Domenico Gnoli, David Goldblatt, Jack Goldstein, Fernando Gómez Catón, Francesc Gómez Muntadas Torres, Guillermo Gómez-Peña, Félix González Torres, Antonio Gonzalo Lindín, Luís Gordillo, Tom Gormley, Dan Graham, Rodney Graham, Lluïsa Granero, Josep Grau Garriga, Otto Grau, Xavier Grau, Heinz Greissing, Grup de Treball, Grupo de artistas de vanguardia, Sílvia Gubern, Montserrat Gudiol, Carles Guerra, Guerrilla Girls, Ramon Guillén-Balmes,
Josep Guinovart, Josep Gumí Cardona, Philip Guston, Martin Guttmann, Federico Guzmán.

## H
Hans Haacke, Jonas Hafner, Raymond Hains, Kiyoshi Hamada, Richard Hamilton, Keith Haring, Charles Harrison, Rudolf Hässler, Risk Hazekamp, Erwin Heerich, Nigel Henderson, Joseantonio Hergueta, Joan Hernández Pijuan, José Antonio Hernández-Díez, Georg Herold, Ramon Herreros, Frank Hesse, Peter Hide, David Hockney,
Karl Horst Hödicke, Hans Hollein, Rebecca Horn, Craigie Horsfield, Shirazeh Houshiary, Ts'ai Hsia-Ling,
Huo Hsüen-Kang, Jean Charles Hue, Marine Hugonnier, Harold Hurrell, Josep Hurtuna, Jaqueth K. Hutchinson.

## I
i ready made appartengono a tutti®, Concha Ibáñez, Cristina Iglesias, Isidore Isou, Michiko Itatani, Sanja Ivekovic.

## J
Alfredo Jaar, Katja Jacobs, Jean-Paul Jacquet, Ann Janssens, Robert Janz, Adrienne Jenik, Jiménez Balaguer, Sture Johannesson, Jasper Johns, Joan Jonas, Glyn Jones, Jiliane Jones, Joaquim Jordà,
Jos de Gruyter & Harald, Àngel Jové, Antoni Jové, Salvador Juanpere, Donald Judd, Joan Junyer.

## K
Šejla Kamerić, Anish Kapoor, Allan Kaprow, Mike Kelley, William Kentridge, Anselm Kiefer, Martin Kippenberger, Michael Kirby, Paul Klee, Joseph Kosuth, Joseph Kosuth, Masao Kotsuka, Jannis Kounellis,
Robert Krier, Guillermo Kuitca.

## L
Roser Lacasa, Katalin Ladik, Manolo Laguillo, Menchu Lamas, David Lamelas, José Lapayese del Río,
Francisco Larraz, LBT, Malcom Le Grice, Jean Jacques Lebel, Anne Marie Goodes Léger, Jac Leirner,
Francisco Leiro, Pilar Leita, Carlos León, Leonilson, Jeannette Leroy, Les ready-made appartiennent à tout le monde® pour la Caisse des dépôts et consignations, Helen Levitt, Glenn Lewis, Sol LeWitt, Emanuel Licha,
Roy Lichtenstein, Antonio Linde, Lyle Lis, Maria Teresa Llàcer, Antoni Llena, Robert Llimós, Lluís Llongueras, Francesca Llopis, Salvador Llorens Faixà, Joaquim Llucià, Thomas Locher, Janice Loeb,
Richard Paul Lohse, Richard Long, Jan van der Loo, Eva Lootz, Rogelio López Cuenca,
Chip Lord, Mario Lorieto, los ready-made pertenecen a todos®, Renata Lucas, Urs Lüthi.

## M
Jackson Mac Low, David Mach, Rodger Mack, Ken Macklin, Juan Madojo, Paul Maenz, Maria Lluïsa Magraner,
Babette Mangolte, Esko Mänikkö, Gianfranco Mantegna, Piero Manzoni, Máquina P.H., Walter Marchetti,
Ángeles Marco, Marlez, Lluís Marsans, Marcel Martí, Emilio Martínez, Rosa Martínez, Antoni Mas,
Bartomeu Massot, Pedro Mata Saralegui, Gordon Matta-Clark, Rita McBride, Anthony McCall, Paul McCarthy,
Dario Mecatti, Xavier Medina Campeny, Richard Meier, Cildo Meireles, Mauro Mejíaz, Andrew Menard,
Ana Mendieta, Asier Mendizabal, Carlos Mensa, Jordi Mercadé, Lawrence Mercati, Gerhard Merz, Mario Merz, Josep Maria Mestres Quadreny, Henri Michaux, Jacques Michel, Ito Miharu, Manuel Millares, Catherine Millet, Hsiao Ming-Hsien, Frans Minnaert, Víctor Mira, Miralda, Fina Miralles, Antoni Miró Bravo, Joan Miró, Santu Mofokeng, Herminio Molero, Joan Moncada, Ramon Lluís Monllaó, Jacqueline Monnier, Rafael Montañez Ortiz, Juan Luís Moraza, François Morellet, François Morellet, Pedro Moreno Meyerhoff, Didier Morin,
Emilia Morin, Robert Morris, Rabih Mroué, Luis F. Muller Fontana, Ana Muller, Mathias Müller, Matt Mullican, Bruno Munari, Antoni Muntadas, Aurèlia Muñoz, Juan Muñoz, Ramón Muriedas Mazorra, Pat Murphy, Jaume Muxart.

## N
Carles Nadal, Andrés Nagel, Norio Nakajima, Ronald Nameth, Deimantas Narkevicius, Rosalind Nashashibi,
Bruce Nauman, Manuel Navarro Fuertes, Miquel Navarro, E. R. Nele, NEMO, Ernesto Neto, Rivane Neuenschwander, Palle Nielsen, Tina Nin Ibars, Astrid Nippoldt, no informat, Pere Noguera, Hideki Noh,
Jorge Noriega, Nils Norman, Josep Nosàs Gené.

## O
Robert O'Brien, Roberto Obregon, Manuel Ocampo, Ocaña, Keiji Ohmura, Hélio Oiticica, Claes Oldenburg,
Julian Opie, Dennis Oppenheim, Kristin Oppenheim, Gabriel Orozco, Igor Ortega, Jorge Oteiza, Ulrike Ottinger, Tony Oursler.

## P
Mabel Palacín, Mimmo Paladino, Pablo Palazuelo, Palermo Objekte, Octavi Pallissa, Pilar Palomer, Panamarenko, Gina Pane, Giulio Paolini, Eduardo Paolozzi, Julian Parada, Elena Paredes, Ramon Parramon,
Josep Lluís Pascual, Víctor Pasmore, Perico Pastor, Anton Patiño, Reimundo Patiño, Nam June Paik, Carlos Pazos, Owe Pellsjó, A.R. Penck, Beverly Pepper, Lluís Pera Moner, Perejaume, José Pérez Gil, Lluís Carles Pericó,
Santiago Pericot, Alberte Permuy, Claudio Perna, Carmen Perrin, Lluís Pessarodona, Raymond Pettibon, Christian Philipp Müller, Peter Phillips, Pablo Picasso, Ramon Pichot Soler, Philip Pilkington, Falke Pisano, Michelangelo Pistoletto, Jaime Pitarch, Lari Pittman, Josep Pla Narbona, Enric Pladevall, Jaume Planas Gallés, Enric Planasdurà, Jaume Plensa, Mathias Poledna, Joan Ponç, Josep Ponsatí, Lawrence Poons,
Pere Portabella, Postkarten, Txuspo Poyo, Ana Prada, Charo Pradas, Flora Pratilo, Sergio Prego, Programm Zufall System, August Puig, Xavier Puigmartí, Carles Pujol, Joan Pujol, Ramon Pujol, Florian Pumhösl.

## Q
Manolo Quejido, José Quero, Manuel Quintanilla.

## R
Joan Rabascall, Rosa Rabassa, Albert Ràfols-Casamada, Mark Raidpere, Mel Ramsden, Miquel Rasero, Rationale Spekulationen, Robert Rauschenberg, Maria Assumpció Raventós, Man Ray, Teresa Recarens, Rosangela Renno, José Alejandro Restrepo, Lluís Rey Polo, Rafael Reyes, Alberto Reyna, Jaume Ribas, Xavier Ribas,
Àngels Ribé, Gerhard Richter, Riera i Aragó, Alejandra Riera, Amèlia Riera, Diamantino Riera, Miguel Angel Rios, Andrea Robbins, Juan Carlos Robles, Josep Roca Sastre, Alexander Rodchenko, Modest Rodríguez-Cruells, Arturo-Fito Rodríguez, Otto Rogers, Joan Rom, Agustí Roqué, Martha Rosler, Benet Rossell, Antoni Rosselló, Dieter Roth, Xavier Rovira, Javier Rubio, Ulrich Rückriem, María Ruido, Aureli Ruiz, Edward Ruscha, Edward Ruscha, David Rushton, Reiner Ruthenbeck.

## S
Roland Sabatier, Anri Sala, Gerard Sala, Xabier Salaberria, Doris Salcedo, David Salle, Mariona Sanahuja, Ramón Santos, Juliao Sarmento, Lluís M. Saumells, Adolf Schlosser, Gregor Schneider, Jean-Louis Schoellkopf, Alberto Schommer, Jan J. Schoonhoven, Robert A. Scott, Sindria Segura, Allan Sekula, Dorothée Selz, Xavier Serra de Rivera, Carme Serra Viaplana, Eudald Serra, Richard Serra, Servei de Vídeo Comunitari,
Soledad Sevilla, Michael Shamberg, Willoughby Sharp, Ahlam Shibli, Wu Shih-Lu, José María Sicilia, Seth Siegelaub, Simon Siegmann, Andreas Siekmann, Gemma Sin, Sandi Slone, Michael Smith, Robert Smithson, Michael Snow, Valeska Soares, Alexander Sokurov, Maria Jesús de Solà, Susana Solano, Keith Sonnier,
Montserrat Soto, Jo Spence, Nancy Spero, François Stahly, Frank Stella, Varvara Stepanova, Jana Sterbak,
Beat Streuli, Josep Maria Subirachs, Josep Maria de Sucre, Hiroshi Sugimoto, Raimon Sunyer, Àlvar Suñol,
Carol Sutton, Ladislao Szody.

## T
T.R Uthco, Takis, Antoni Tàpies, Josep Tapiola Gironella, Antoni Taulé, Gonzalo Tena, Joan Josep Tharrats, The Otolith Group, Pierre Thys Droulers, Francesc Todó, Cheron Tomkins, Marcelo Tommasi, Alexandre Tornabell, Jordi Torrent, Joaquín Torres García, Francesc Torres Monsó, Miquel Tort, Pere Tort, Nuria Tortas, Rosemarie Trockel, Tunga.

## U
Josep Uclés, Lluís Ulloa, Joaquim Urgell Carcas, Dario Urzay, Juan Uslé.

## V
Ricard Vaccaro, Meyer Vaisman, Francesc Valbuena, Isidoro Valcárcel Medina, Pedro de Valencia, Eulàlia Valldosera, Evarist Vallès, Romà Vallès, Abel Vallmitjana, Xavier Valls, Lorenzo Valverde, Wonter van Der Hallen, Aldo Van Eyck, Hans-Günter van Look, Loïc Vanderstichelen, Pablo Vargas Lugo, Joan Vehí, Patricio Vélez, Berbar Venet, Richard Venlet, Lluís Ventós, Ángel Vergara, Joerg Veronica Bader, Vídeo-Nou, Antoni Vila Arrufat, Joan Vilacasas, Joan Pere Viladecans, Mateo Vilagrasa, Oriol Vilanova, Moisès Villèlia,
Gabriel Villota, Manuel Viola, Marc Vives, Pilar Viviente, Wolf Vostell.

## W
Jeff Wall, Andy Warhol, Lawrence Weiner, Joyce Weinstein, Stephan Wielgus, Krzysztof Wodiczko, Gil J Wolman, Paul Wood, Oyan Wuen-Yven.

## X
Jaume Xifra, Isidre Xufré, Alejandro Xul Solar.

## Y
Osamu Yamashita, Shia Yan, Teroushi Yoshida, Li Yuan-Chia.

## Z
Antonio Zarco Fortes, Katarina Zdjelar, Fernando Zobel, Gilberto Zorio, Zush, Mariano Zuzunaga.